# Acanthozoon allmani
Acanthozoon allmani is een platworm (Platyhelminthes). De worm is tweeslachtig. De soort leeft in en nabij het zoete water.
De platworm behoort tot de familie Pseudocerotidae. De wetenschappelijke naam van de soort werd voor het eerst geldig gepubliceerd in 1876 door Collingwood.